# رحیم کندی
رحیم کندی یک منطقهٔ مسکونی در ایران است که در بخش اسلام‌آباد واقع شده‌است. رحیم کندی ۷۳ نفر جمعیت دارد.